# Teatro del Giglio
Il teatro comunale del Giglio Giacomo Puccini è un teatro storico della città di Lucca situato in Piazza del Giglio. Di origini seicentesche ebbe in precedenza i nomi di teatro Pubblico e teatro Nazionale. Solo dopo il 1817, in onore della dinastia dei Borbone, il cui stemma riporta tre gigli d'oro, ebbe il nome "del Giglio". Il 29 novembre 2024, in occasione del centenario della scomparsa di Giacomo Puccini, prima della rappresentazione della celebre Tosca, è stato aggiunto, in suo onore, il nome del maestro. La modifica del nome storico è avvenuta in presenza del parere contrario della Commissione Toponomastica del Comune ed ha suscitato una lunga polemica.  
Il Teatro del Giglio Giacomo Puccini è uno dei più antichi teatri pubblici d'Italia.

## Storia
Il teatro del Giglio fu edificato come teatro pubblico alla metà del XVII secolo, quando in città erano operanti i  teatri di corte dei grandi palazzi nobiliari. Le uniche sale cittadine attive a quell'epoca erano la sala del palazzo Pretorio, chiamata sala del Podestà, e la sala del palazzo De' Borghi. L'espandersi dell'arte del teatro indusse il Consiglio della Repubblica lucchese a promuovere il 19 agosto 1672 la progettazione di un nuovo teatro da edificare sul sito dell'antico - e ormai soppresso - convento dei gesuati, situato presso la chiesa di San Girolamo.
Poco più di due anni dopo, il 14 gennaio 1675 la nuova struttura venne inaugurata con il nome di "teatro Pubblico". Organizzato su tre ordini di palchi e con due accessi, l'edificio era stato progettato da Francesco Buonamici e realizzato dall'architetto Maria Giovanni Padreddio.

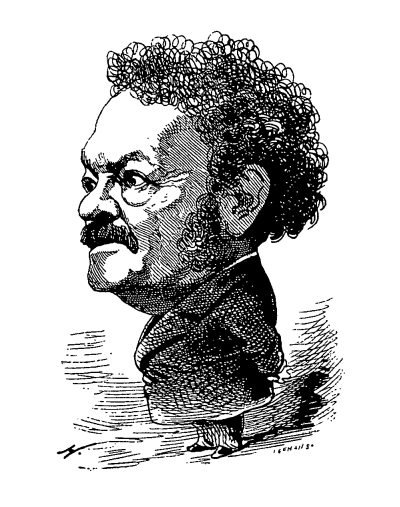
Il celebre tenore Gilbert Duprez, uno fra i massimi interpreti del Guglielmo Tell rossiniano, è stato uno dei più affermati cantanti che si sono esibiti al teatro del Giglio

Per l'inaugurazione vennero allestite due rappresentazioni d'opera: l'Attila in Capua di Niccolò Berengani e il Seiano di Niccolò Minato.
Prima che il teatro andasse a fuoco, il 16 febbraio 1688, vennero allestite con una certa regolarità due stagioni liriche annuali, una in autunno (per le festività della Santa Croce) ed una in coincidenza con il periodo del carnevale. La struttura, dopo il rovinoso incendio che la distrusse completamente, venne riedificata nel 1692 sulla base del progetto originario con l'aggiunta di affreschi al soffitto di Angelo Livoratti ed un nuovo palcoscenico disegnato da Silvano Barbati.

### Settecento e Ottocento
Tra il 1754 e il 1799, anno della caduta della Repubblica, il teatro ebbe momenti di grande fama ed importanza all'interno della vita cittadina, tanto da essere affidato ad una speciale istituzione chiamata Cura sopra il Teatro. Con la caduta della Repubblica la fama del teatro Pubblico fu eclissata da quella di un nuovo teatro privato, il teatro Castiglioncelli, situato in via del Moro, e da quella di altri teatri, come il teatro Pantera, dell'Accademia dei Collegiali, in via Fillungo, e il teatro Goldoni.
Fu decisa così l'edificazione di una nuova struttura, di proprietà dello Stato, la cui costruzione affidata all'architetto Giovanni Lazzarini e all'ingegnere Lorenzo Nottolini iniziò nel 1817 per terminare nel 1819. Il nome teatro del Giglio venne scelto da Maria Luisa di Borbone, sovrana di Lucca, che lo preferì a quelli prospettati di teatro San Luigi e teatro Alfieri.
Il primo grande successo, il teatro lo registrò nel 1831, con la messa in scena del Guglielmo Tell di Gioachino Rossini, che fu diretto per l'occasione da Niccolò Paganini.
Il Giglio ha avuto il momento di massimo fulgore nel pieno del XIX secolo, quando vi si esibirono i cantanti più in voga dell'epoca, come i tenori Nicola Tacchinardi e Gilbert Duprez e la celebre Maria Malibran. Più tardi, lo stesso Puccini vi curò personalmente la messa in scena di alcune sue opere, tra cui l'Edgar, nel settembre 1891. Da ricordare, nel settembre del 1892, la ripresa della Wally di Catalani diretta da Arturo Toscanini.
Domenico Cortopassi vi diresse la Tosca e la sua nuova opera lirica Santa Poesia nel 1912.

### I restauri novecenteschi
Il teatro subì modifiche e restauri nel 1911 prima di essere chiuso per l'esplosione della prima guerra mondiale, quando fu usato come deposito militare. Servito come sede di adunate speciali durante il fascismo, fu sottoposto nel 1957 a lavori per ampliare i posti a sedere di quattrocento unità. Questi lavori, molto discussi, condussero allo sventramento di parte del loggione e del quarto ordine di palchi, snaturando in modo grave la struttura neoclassica.
Fra il 1907 ed il 1938 l'edificio del teatro fungeva da caratteristica quinta scenica rispetto ai convogli tranviari che prestavano servizio sulle linee Lucca-Maggiano e Lucca-Monsummano, le quali proprio in piazza del Giglio avevano il capolinea comune.
L'ultima serie di lavori, che ha costretto ad una chiusura forzata di sette mesi, risale al 1983 ed ha riguardato la messa in sicurezza in base alle norme di legge.

## Il periodo attuale

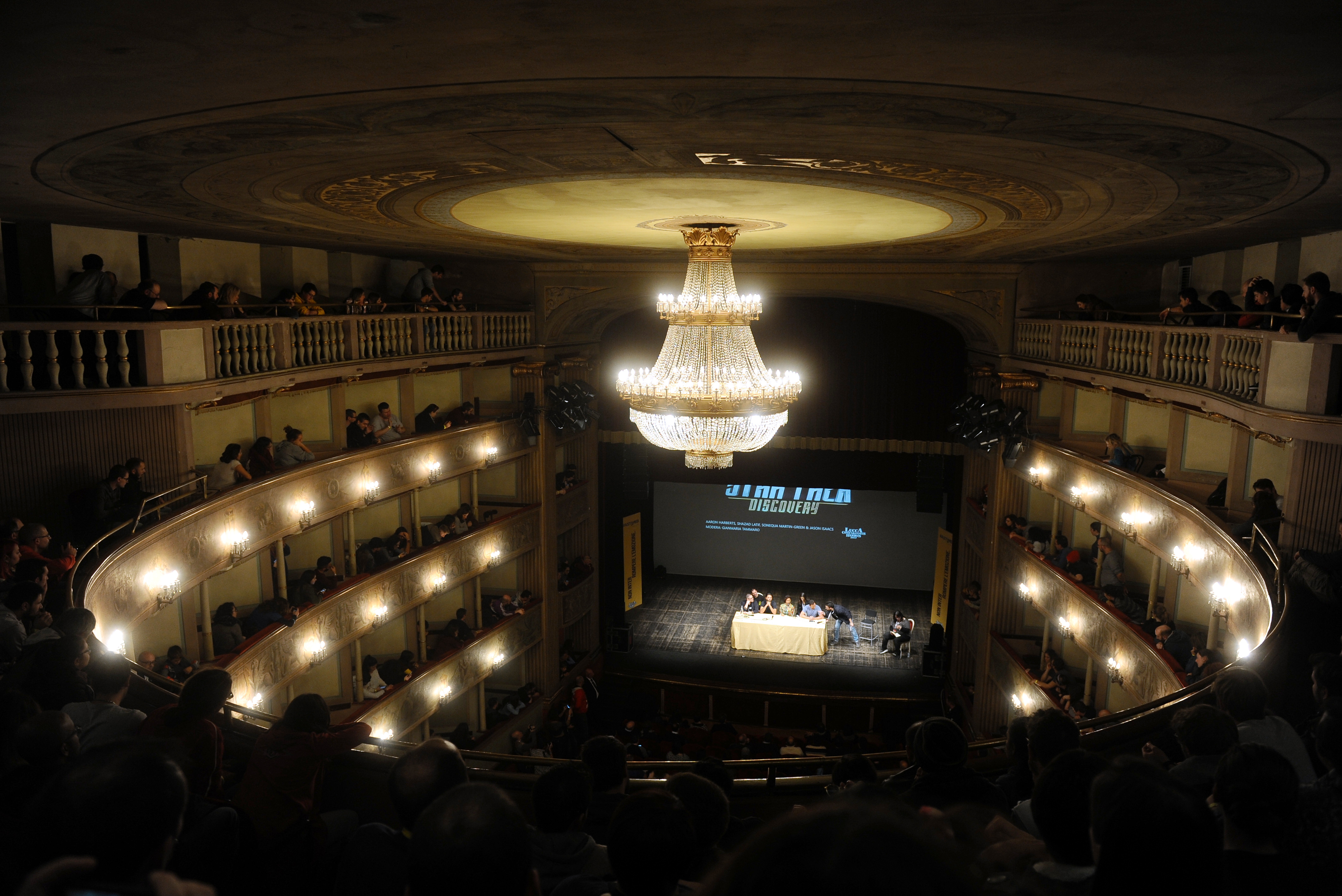
Una vista della sala

Il teatro ospita annualmente una stagione di opera lirica (che ha inizio abitualmente nel mese di settembre), una stagione di teatro di prosa, una stagione di danza ed una stagione di musica sinfonica. Organizza inoltre attività di formazione che prevedono iniziative varie e laboratori rivolti al mondo della scuola, con l'allestimento di spettacoli per la sezione Teatro ragazzi.
La società di gestione collabora con il Centro Studi intitolato a Giacomo Puccini, dedicato alla realizzazione del Progetto Puccini promosso dal Comune di Lucca.
La compagnia stabile è la Compagnia del Teatro Del Carretto.
Annessa al teatro e all'Auditorium del vecchio convento della  chiesa di San Girolamo è la biblioteca dotata di un fondo librario di circa 4000 volumi e di una videoteca con le registrazioni degli spettacoli a partire dal 1985, anno in cui la struttura ha ricevuto il riconoscimento di Teatro di tradizione.
Nel mese di giugno 2024 è iniziata l’opera di ristrutturazione di parte del tetto e della facciata, riportando, come anticipazione sui teli di copertura dell’impalcatura, il verde originale del teatro.